# 김형사 강형사
《김형사 강형사》는 MBC에서 1990년 1월 11일부터 1990년 10월 13일까지 방영된 주간드라마이다.

## 등장 인물
- 김동현 - 김 형사 역
- 강석우 - 강 형사 역
- 최현미
- 남일우
- 오영수
- 정승현
- 김기현
- 이광세
- 임문수
- 박종관
- 이계인
- 김동주
- 박태호
- 박윤배
- 차윤회
- 김홍석
- 김화란
- 이희도
- 정명환
- 김광배
- 김영인
- 김흥수
- 문창근

## 방영목록
제1화 폭설(暴雪)
제2화 서울 1989년 겨울
제3화 두자매
제4화 떠도는 섬
제5화 미로
제6화 아직은 예순하나
제7화 어둠속의 연주
제8화 배신자(背信咨)
제9화 팔자(八子)
제10화 3막 5장
제11화 진짜와 가짜
제12화 김형사의 사연(辭緣)
제13화 악수(握手)
제14화 철면피
제15화 길
제16화 도시(道市)의 그늘
제17화 황금(黃金)의 술잔
제18화 우리들의 천국(天國)
제19화 4개의 열쇠
제20화 더러운손
제21화 용의자는 억만장자
제22화 아그피리나의 초상(肖像)
제23화 유괴
제24화 분홍립스틱
제25화 누명 쓴 사나이
제26화 참새와 허수아비
제27화 실종
제28화 미망하는 청춘(靑春)
제29화 바닷속의 불꽃
제30화 무더운 여름
제31화 여름의 끝
제32화 해변으로 가요
제33화 생명연습
제34화 빨간마후라
제35화 인생은 미완성
제36화 형사일지(최종회)